# Frankfurts voetbalkampioenschap 1903/04
In 1903/04 werd het vierde Frankfurts voetbalkampioenschap gespeeld, dat werd ingericht door de Frankfurtse voetbalbond. 
Kickers Frankfurt werd kampioen. De competitie telde niet als voorronde voor de Zuid-Duitse eindronde, daar werd de Westmaincompetitie voor gespeeld.   

## Eindstand
| Plaats | Club                         | Wed. | W | G | V | Saldo | Ptn. |
| ------ | ---------------------------- | ---- | - | - | - | ----- | ---- |
| 1.     | Frankfurter FC 1899-Kickers  | 3    | 3 | 0 | 0 | 6:1   | 6:0  |
| 2.     | Frankfurter FC Victoria 1899 | 3    | 2 | 0 | 1 | 8:2   | 4:2  |
| 3.     | FC Germania 1901 Bockenheim  | 2    | 0 | 0 | 2 | 1:3   | 0:4  |
| 4.     | FSV 1899 Frankfurt           | 2    | 0 | 0 | 2 | 1:10  | 0:4  |

|  | Kampioen |